# Варналис, Костас
Ко́стас Ва́рналис (греч. Κώστας Βάρναλης; 26 февраля 1884, Бургас — 16 декабря 1974, Афины) — греческий писатель и общественный деятель, поэт, драматург, переводчик.

## Жизнь и творчество
Родился 26 февраля 1884 года в Бургасе (Болгария) в семье греческого сапожника Яннакоса Бубуса (Варналис — фамилия означает, что род происходит из Варны). Окончив школу и педагогическое училище в Пловдиве, поступил на философский факультет Афинского университета, после окончания (1909) которого преподавал в гимназии и был директором школы. Преподавал также в своей alma mater. В 1918 году получил государственную стипендию и 1919—1921 годах находился в Париже, слушал в Сорбонне лекции по филологии и эстетике.
Первая его книга — сборник стихов «Соты» (греч. «Κηρήθρες») вышла в 1905 году, ещё когда он был студентом. Его содержание отмечалось эстетизмом, стихи были проникнуты гедонистическими настроениями. Сам поэт характеризовал свои ранние произведения (этот сборник и ряд журнальных публикаций) как дань дионисийству. Позднее в мировоззрении и творчестве Варналиса произошли значительные изменения: он перешел к социальной тематике, стал поборником революционных преобразований в обществе (это произошло под влиянием поражения Греции в греко-турецкой войне 1919—1922 годов и революционных событий в России, а также знакомства в Париже с Роменом Ролланом и Анри Барбюсом). Эти настроения нашли отражение в его сборниках сатирических стихов «Паломник» («Ο Προσκυνητής», 1919), «Свет, который жжёт» («Το Φώς που καίει», вышедшем в 1922 году в Александрии под псевдонимом Димос Таналиас, и переизданном в новой редакции в Афинах в 1933 году) и «Рабы в осаде» («Σκλάβοι Πολιορκημένοι», 1927). Лирика сменяется на насмешки над властью, на протесты против войны и насилия. К сатире он обращался и в позднейших поэтических сборниках: «Свободный мир» («Ελεύθερος κόσμος», 1965), «Гнев народа» («Οργή λαού», опубликованная посмертно в 1975).
Одновременно Варналис начинает писать прозу такого же направления: фельетоны на политические темы, сатирические повести-памфлеты «Народ скопцов» («Ο λαός των μουνούχων», 1923, тоже под псевдонимом Димос Таналиас), «Настоящая апология Сократа» («Η Αληθινή απολογία του Σωκράτη», 1931), позднее — «Дневник Пенелопы» («Το ημερολόγιο της Πηνελόπης», 1947), сборник памфлетов «Диктаторы» («Οι δικτάτορες», 1954).
Самым значительным из его поэтических произведений считается «Свет, который жжёт». Представляет собой единый текст недостаточно определенного жанра, где форма основном драматическая, а монологи и диалоги излагаются то прозой, то стихами. Основное содержание произведения — дискуссия между Прометеем как представителем античной мифологии и Иисусом Христом, представителем христианства. Спор идет о том, кто из них больший благодетель человечества и которой традиции следует отдать предпочтение. Олицетворение автора — древнегреческий бог насмешки Мом — отвергает все традиции. Но в конце появляется персонаж, названный Вождем, и ему принадлежат авторские симпатии. Много лет после написания книги «Свет, который жжёт» Варналис признал в письме к советской газеты «Известия», что в этом персонаже он хотел воплотить образ В. Ленина.
Политическая ангажированность автора не мешала художественному качеству его произведений. Так, в 1956 году в Греции на национальном уровне широко отмечался двадцатипятилетний юбилей его выдающегося произведения — сатирической новеллы «Настоящая апология Сократа», в которой он осовременивал описание событий, перечисленных Платоном в одноименном произведении. Так же вывернутым на современный лад выглядит и давняя история в повести-памфлете «Дневник Пенелопы». Правда, если в произведении о Сократе писатель почти не отступает от текста Платона, лишь в конце вкладывая в уста своего героя вполне современный призыв к рабам взбунтоваться и свергнуть несправедливый общественный строй, то в «Дневнике» он ориентируется не на классическую историю «Одиссеи», а на нетрадиционную легенду о Пенелопе как о беспринципной и неверной жене.
За свои взгляды писатель подвергся преследованиям: в 1925 году он был уволен с преподавательской работы, а в 1935 — сослан. С другой стороны, он как проводник прокоммунистических идей пользовался большой доброжелательностью со стороны советских властей: в 1934 году был приглашён в СССР, где он принял участие в Первом съезде советских писателей, а в 1959 — награждён Международной Ленинской премией «За укрепление мира между народами».
Варналис писал также литературно-критические и эстетические очерки: «Соломос без метафизики» («Ο Σολωμός χωρίς μεταφυσική», 1925), «Эстетика — критика» («Αισθητικά Κριτικά», 1958) и другие.
Кроме того, его перу принадлежит драма «Аттал III» («Άτταλος ο Τρίτος», 1972) и переводы (Аристофан, Еврипид, Мольер).